# Phaeocystales
Phaeocystales es un orden de protistas del subfilo Haptophyta que comprende únicamente al género Phaeocystis. Son algas unicelulares que presentan una alternancia de generaciones entre etapas móviles e inmóviles. La etapa móvil tiene un tamaño de 3-10 µm, presenta dos flagelos y un apéndice corto denominado haptonema. La etapa inmóvil es colonial, está embebida en una matriz gelatinosa y puede alcanzar un tamaño de varios mm y ser visible a simple vista. La superficie celular está cubierta por placas orgánicas de dos tamaños diferentes y presentan de uno a cuatro cloroplastos. Phaeocystis produce regularmente floraciones en las que el material gelatinoso a menudo se acumula en las playas en forma de espuma.